# Flugzeugbau Kiel
A Flugzeugbau Kiel (FK) foi uma empresa fundada sob secretismo em Outubro de 1933, na Alemanha. Apenas construiu uma aeronave, o Fk 166. De 1936 até 1938 a empresa reparava He 42, He 51 e Ju W 34, e a partir de 1938 passou a reparar submarinos.